# Tagesrandverbindung
Als Tagesrandverbindung bezeichnet man hauptsächlich im Flug- oder Bahnverkehr eine Verkehrsverbindung, die in den Morgen- und Abendstunden (daher die Bezeichnung) eingerichtet ist.
Sie ermöglicht Reisenden einen zeitlich günstigen Anschluss vom Umsteigeort zum Endziel, auch in umgekehrter Richtung. Außerdem ist es möglich, einen Ort mit dieser idealen zeitlichen Abstimmung für einen einzelnen Tag zu besuchen, besonders interessant für Geschäftsreisende.

## Beispiel
Aus Nürnberg startet eine Fluggesellschaft um 6.30 Uhr Richtung London. Abends um 21.00 Uhr kehrt die Maschine wieder zurück. Somit stehen den Reisenden beide Möglichkeiten zur Verfügung: Ein Weiterflug von London am selben Tag beziehungsweise abends die Rückkehr nach einem vorausgehenden Flug oder ein Tagesaufenthalt in London.